# 滋賀県の市町村歌一覧
滋賀県の市町村歌一覧（しがけんのしちょうそんかいちらん）は、日本の滋賀県に属する市町村で制定されている、もしくは過去に制定されていた市町村歌などの自治体歌やそれに準じた楽曲の一覧である。なお、一覧の順序は全国地方公共団体コード順による。

## 概説
県庁所在地の大津市では1920年（大正9年）に初代の市歌が制定されたが、この市歌は楽譜が現存していない。また、旧東浅井郡では「東浅井郡歌」が作られたが、作詞・作曲者は不明である。
現存する市歌および町歌は全て戦後に制定されたものであるが、平成の大合併により新たに誕生した市で早期に市歌を制定したのは湖南市のみとなっている。平成の大合併以前から湖北地域では市町村歌制定の動きが低調で、特に旧伊香郡では2010年（平成22年）に長浜市へ編入されて郡が消滅するまで残存していた西浅井町・余呉町・木之本町・高月町の4町とも町歌を制定していなかった。
合併により廃止された市町村歌を含む自治体歌の収集が近江八幡市の団体「小さな文化を作る会」の手で行われており、2013年（平成25年）に2枚組のCDが発売された。

## 市部
大津市
- 大津市民の歌[5] - 1958年（昭和33年）5月17日制定

作詞：塩見淳一 作曲：平井康三郎 編曲：辻村眞一
2代目の市歌である。
彦根市
- 彦根市民の歌[6] - 1957年（昭和32年）11月3日制定[7]

作詞：奥山平吉 作曲：川澄健一
2代目の市歌である。
長浜市
- 長浜市民歌 - 1948年（昭和23年）制定[8]

作詞・作曲：江口夜詩
- 長浜市民の歌

作詞：木俣修 作曲：沖不可止
いずれも2006年（平成18年）に新設合併する以前の（旧）長浜市で制定されていた市歌である。
近江八幡市
- わがまち近江八幡[9] - 2018年（平成30年）4月2日制定[10]

作詞：南英市 作曲：池田八声
2代目（新設合併後の近江八幡市としては初代）の市歌である。2015年（平成27年）の合併5周年記念事業として市花・市木・市鳥と並行する形で新市歌の歌詞を公募したが、結果発表は2016年（平成28年）8月にずれ込み、2年後に制定された。
草津市
- 草津市民歌[12] - 1964年（昭和39年）10月制定

作詞：原道夫 作曲：万城目正 編曲：山路進一
守山市
- 守山市歌[13] - 1965年（昭和40年）7月制定

作詞：佐藤末治 補作：岩本一男 作曲：内野公人
町制当時に「守山町歌」として制定され、市制施行後に改題と歌詞の一部改訂を経て引き継がれた。
栗東市
- （未制定）

町制施行時にご当地ソングとして「栗東小唄」（作詞：細川雄太郎、作曲：沢田秀雄）、町民音頭として「栗東音頭」（同）が作られており栗東町役場が発行する『町民のしおり』にも掲載されていた。
甲賀市
- （未制定）

市民音頭として「甲賀忍者音頭」が2013年（平成25年）に発表されている。
野洲市
- （未制定）

市は市歌制定に否定的である。旧野洲町の時代には町歌「伸びゆく野洲」が制定されていた。
湖南市
- のびゆく湖南市[18] - 2009年（平成21年）10月4日制定

原作詞：井上久雄 補作詞：野呂昶/平賀胤壽/皆越美紀子 作･編曲：岩井直溥
市制5周年記念。
高島市
- （未制定）

2011年（平成23年）に上演した「高島市さとやま劇場」では市民から歌詞を公募して製作された合唱曲「TAKASHIMA」が演奏された。
東近江市
- （未制定）

八日市市他4町の合併協議会では「新市において制定の必要性を含め検討する」とされている。
米原市
- （未制定）

山東町・伊吹町・米原町合併協議会では「新市において調整する」とされている

## 町部
蒲生郡日野町
- 日野町歌

蒲生郡竜王町
- 竜王町のうた[23]

作詞：西原正子 作曲：村地保彦
愛知郡愛荘町
- （未制定）

犬上郡豊郷町
- （未制定）

1956年（昭和31年）に日枝村と新設合併する以前の旧豊郷村は「豊郷村歌」を制定していたが、歌詞のみで楽譜は散逸していたため「懐かしのわがまち ふるさとのうた」に収録する際は現地での聞き取り調査を基に楽譜を再現した。
犬上郡甲良町
- わが町甲良[24] - 1977年（昭和52年）4月制定[25]

作詞：立川昭兒 作曲：天田繁
犬上郡多賀町
- 多賀町民の歌 - 1985年（昭和60年）11月制定[26]

作詞：中野幸彦 作曲・編曲：小町昭
町制施行30周年記念事業。

## 廃止された市町村歌
大津市
- 大津市歌 - 1920年（大正9年）制定

作詞：猪谷不美男 作曲：武内岩尾
初代の市歌である。歌詞のみで楽譜は現存しない。
彦根市
- 彦根市歌[27] - 1937年（昭和12年）4月制定

作詞：稲葉小三郎 作曲：多田操
初代の市歌である。
近江八幡市
- 近江八幡市の歌 - 1958年（昭和33年）制定

作詞：伊崎緑風 作曲：古関裕而
初代（新設合併前の旧市）の市歌である。
八日市市
- 八日市市民のうた - 1974年（昭和49年）8月15日制定[21]

作詞：塚本玲子 作曲：狛林正一
野洲郡野洲町
- 伸びゆく野洲 - 1983年（昭和58年）制定[28]

作詞：小高友一 補作：岩木柏堂 作曲：山路進一
甲賀郡石部町
- 石部町歌[29] - 1955年（昭和30年）12月制定

作詞：太田活太郎 作曲：岡田二郎 編曲：高原朱美
甲賀郡甲西町
- マイタウン甲西[29] - 1995年（平成7年）制定

作詞：立入勲 補作：杉紀彦 作曲：小林亜星
甲賀郡土山町
- 土山町民の歌 - 1973年（昭和48年）11月制定[30]

作詞：奥本実 作曲：片岡息長 編曲：小沢直与志
甲賀郡甲賀町
- 甲賀町の歌[31] - 1955年（昭和30年）制定

作詞：山下富一 補作：伴政一 作曲：岡本喜八郎
甲賀郡甲南町
- 甲南町民の歌[32] - 1962年（昭和37年）制定

作詞：田中光郎 補作詞：山本治男 作曲：松島久美子 補作曲・編曲：竹村次郎
甲賀郡信楽町
- 信楽町歌

作詞：太田活太郎 作曲：服部正 編曲：中島嘉治
高島郡安曇川町
- 安曇川町の歌

作詞：安曇川町 作曲：高木昭順
高島郡今津町
- 今津町歌

高島郡新旭町
- 新旭町の歌 - 1972年（昭和47年）制定[33]

作詞：岡田勲 作曲：内藤登
高島郡マキノ町
- マキノ町の歌 - 1964年（昭和39年）制定[34]

作詞：脇太一 作曲：米山正夫
高島郡本庄村
- 本庄村歌

作曲者不詳
高島郡朽木村
- 朽木村民歌

作詞：上藤吉松 作曲者不詳
神崎郡永源寺町
- 永源寺町の歌 - 1975年（昭和50年）4月制定[21]

作詞：村井博一 補作：藤田孝男郎 作曲：猪本隆
神崎郡五個荘町
- 五個荘町歌 - 1975年（昭和50年）9月制定[21]

作詞：中島貞三 作曲・編曲：中村八大
愛知郡愛東町
- 愛・あい・あいとう

イメージソングであり、正式な町歌は「未制定」とされていた。
愛知郡湖東町
- 湖東町民の歌 - 1979年（昭和54年）11月制定[21]

作詞：荒巻佐左衛門 作曲：野田暁春 編曲：小町昭
愛知郡能登川町
- 能登川町歌

作詞：小椋トヨ子 作曲・編曲：飯田信夫
愛知郡秦荘町
- 秦荘町民の歌 - 1981年（昭和56年）6月制定[39]

作詞：清水興志 作曲：野田暁春
愛知郡愛知川町
- 愛知川町の歌 - 1964年（昭和39年）11月制定[39]

作詞：福田克彦 作曲：野田暁春
坂田郡長浜町
- 長浜町歌

作詞：石原寿賀子 作曲：江口夜詩
坂田郡山東町
- 山東町歌 - 1975年（昭和50年）7月10日制定[22]

作詞：中村萠子 補作：岡正明 作曲：岡田二郎
坂田郡伊吹町
- 伊吹町歌 - 1972年（昭和47年）11月1日制定[22]

作詞：西川宏 補作：安井尚一 作曲：猪本隆
坂田郡近江町
- 近江わがまち - 1984年（昭和59年）制定

作詞：岡本淳三 作曲：森菊蔵 編曲：押尾司
東浅井郡浅井町
- 浅井町々歌

東浅井郡びわ町
- びわ町音頭 - 1986年（昭和61年）制定

作詞：南英市 作曲：藤厚之 編曲：伊藤雪彦
竹生村・大郷村合併30周年記念。
滋賀郡志賀町
- 志賀町民の歌 - 1975年（昭和50年）11月制定[41]

作詞：大塚久嗣 作曲：久保貞雄
東浅井郡湖北町
- 湖北町音頭

東浅井郡虎姫町
- 夢もほのぼの - 1990年（平成2年）6月制定

作詞：藤田昌榮 補作：島田陽子 作曲：池田八声
この他、ご当地ソングとして「虎姫小唄」（作詞：板谷小波 作曲：小林午一）が広く愛唱されており、閉町に際して編集された町誌『輝』に掲載されている。
蒲生郡安土町
- 明るい安土 - 1975年（昭和50年）制定[43]

作詞：南英市 作曲：沢田秀雄
- ふるさと安土 - 1991年（平成3年）制定[43]

作詞：宮川操 作曲：西脇久夫